# Saverio De Michele
Saverio De Michele (Taranto, 26 novembre 1923 – Olbia, 29 marzo 2021) è stato un imprenditore e politico italiano, Sindaco di Olbia dal 1956 al 1963, salvo il periodo 1958-1960 di commissariamento della città sarda.

## Biografia

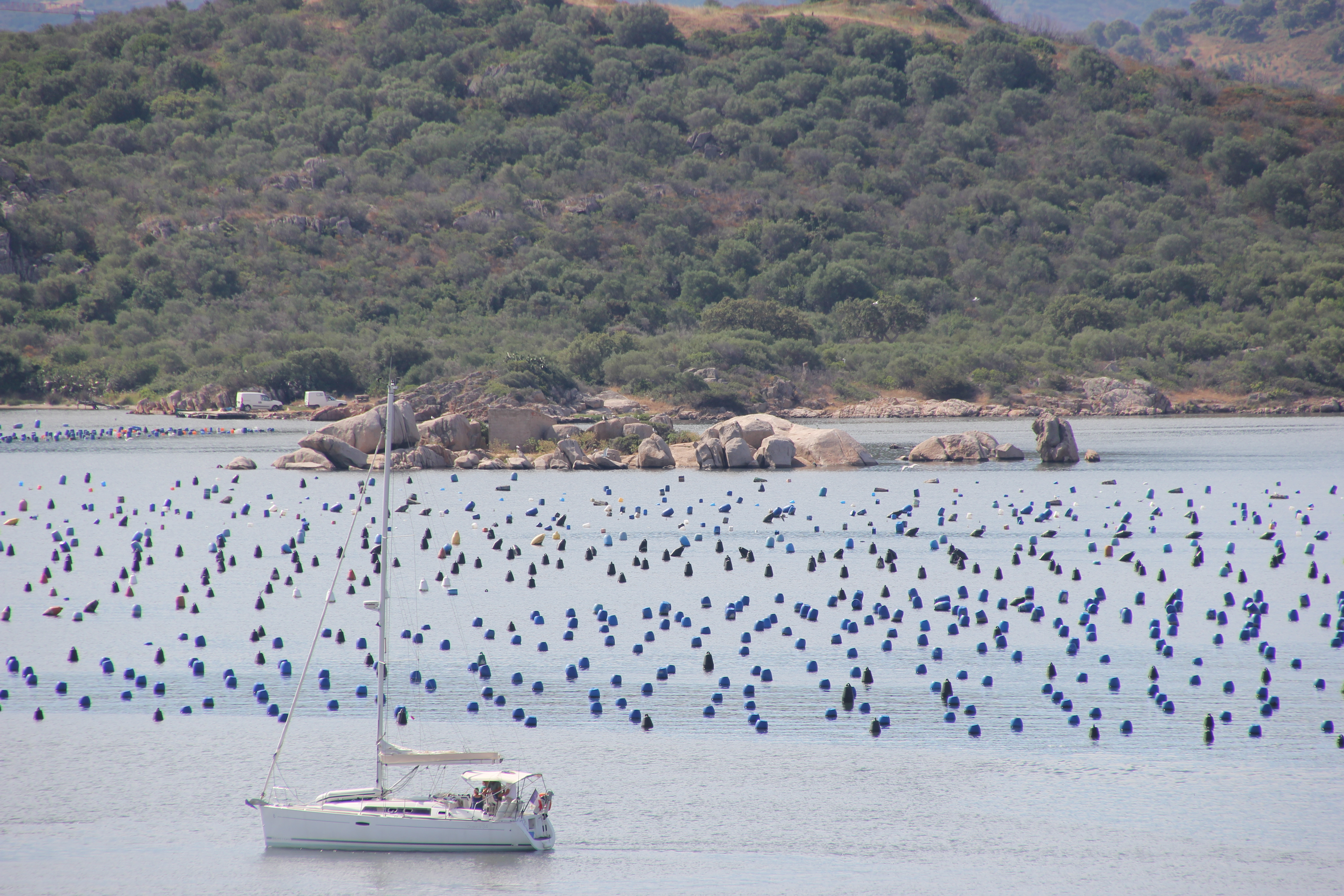
Olbia, allevamenti di cozze

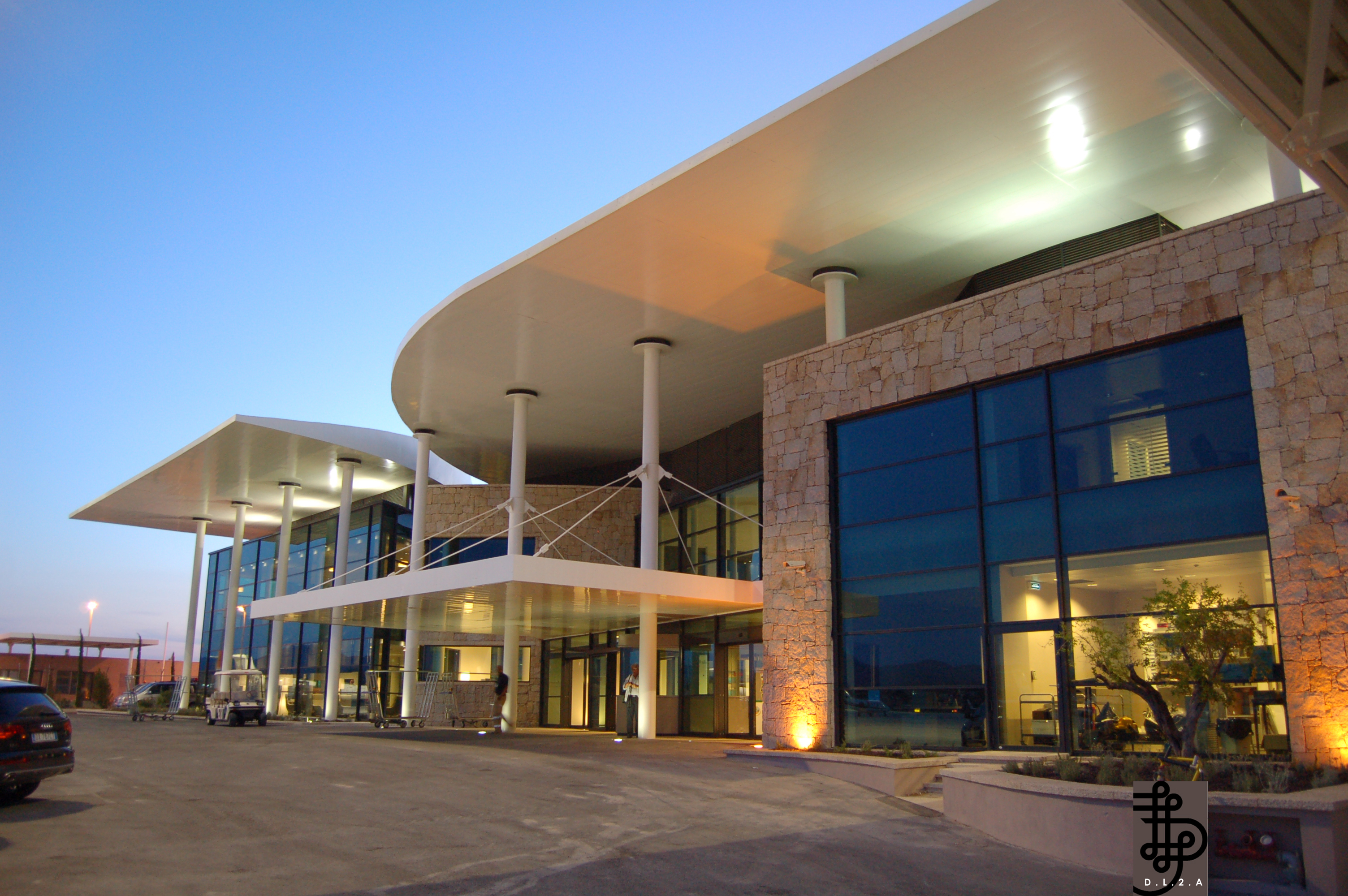
Il terminale dell'attuale Aeroporto di Olbia-Costa Smeralda

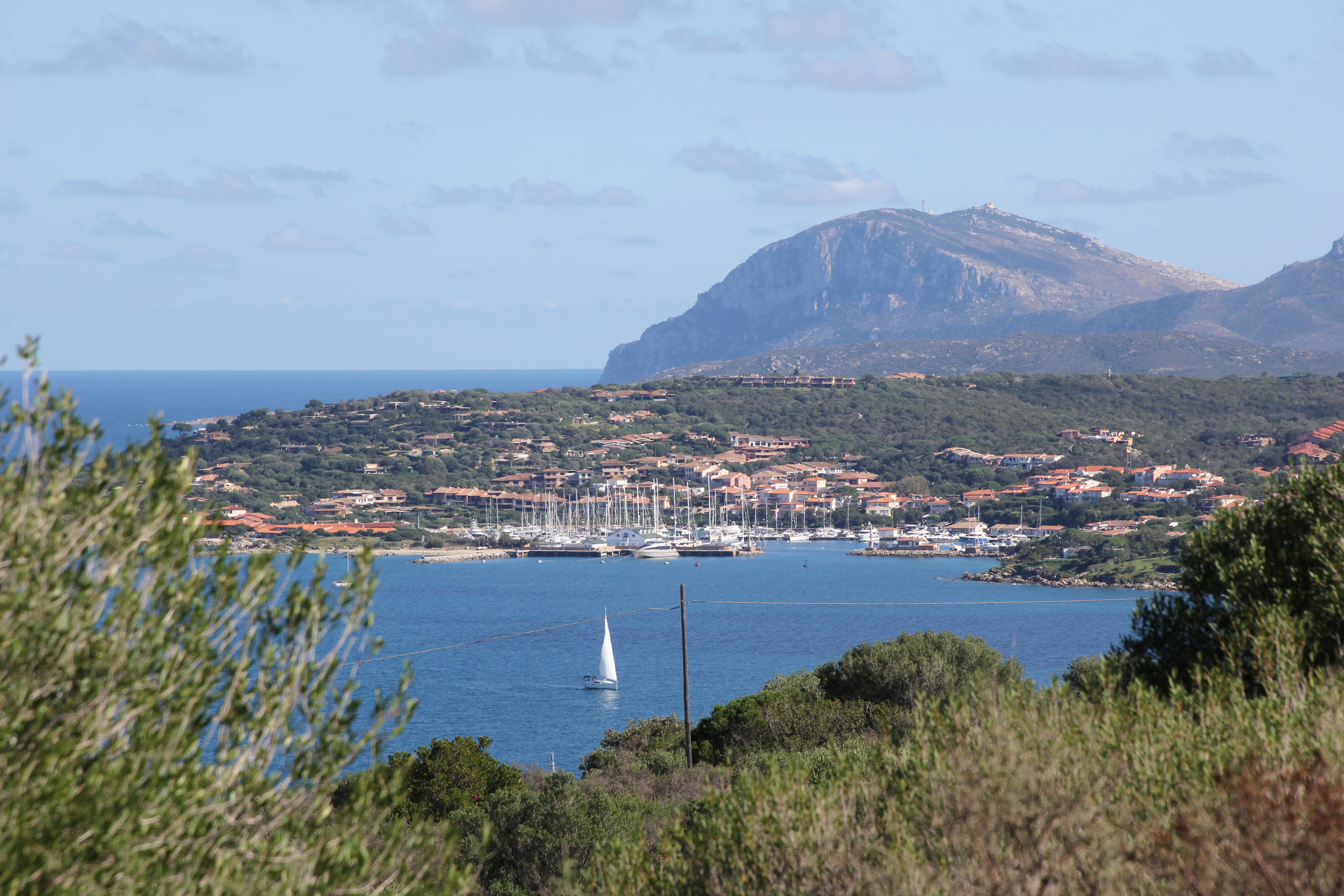
Porto Rotondo

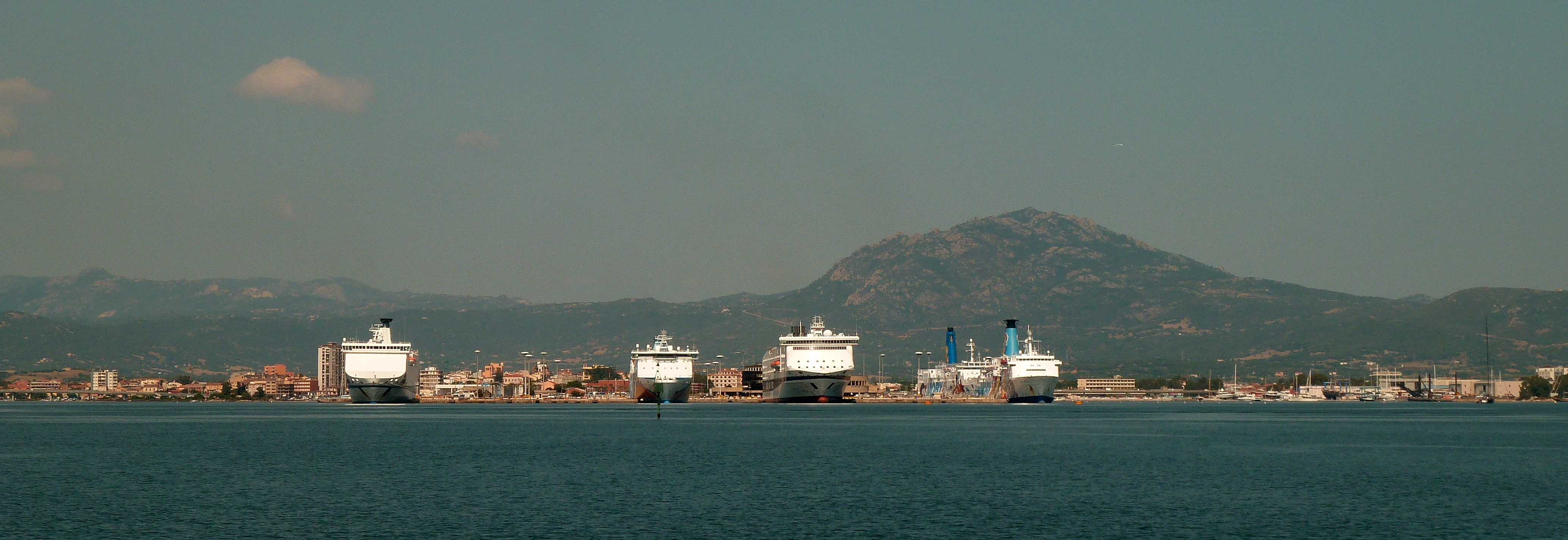
Vista su Olbia e il suo porto

De Michele discende da una famiglia di immigrati tarantini che, giunti ad Olbia nel 1922, trasformarono la mitilicoltura olbiese da attività di sussistenza a imprenditoriale. Intraprende gli studi universitari sino a conseguire la laurea.
Nel 1956, Saverio De Michele si presenta candidato nella lista della Democrazia Cristiana ed è eletto sindaco. Guida una giunta sorretta da una larga maggioranza consiliare, comprendente anche il MSI e i monarchici. Dopo soli venti mesi, la giunta, dilaniata da polemiche interne, è costretta a dimettersi. Seguono due anni di commissariamento prefettizio (1958-1960).
Nel 1960, De Michele, pur dichiarandosi sempre democristiano, dà vita a una lista civica, aprendo a esponenti delle frazioni e delle campagne. La sua lista risulta vincitrice ma la somma dei consiglieri DC e PSI non le consente di ottenere la maggioranza consiliare. De Michele è eletto sindaco di una giunta minoritaria, con l'appoggio esterno dei voti democristiani.
Nel 1961, l'Eni è intenzionata a costruire un impianto petrolchimico nel cuore del golfo di Olbia. Al vantaggio economico dell'assunzione di cento persone si contrappone il problema dell'inquinamento. De Michele capisce che il futuro della cittadina sarda non può prescindere da ambiente e turismo. Manda quindi una delegazione consiliare nella penisola per un sopralluogo in impianti simili. In base a quanto relazionato, emerge che con un impianto di questo tipo, tutto il territorio, dalla Maddalena a Budoni, sarebbe inquinato. Allora il sindaco rifiuta l'allestimento dell'impianto petrolchimico che, poi, fu realizzato a Porto Torres.
Nel 1962 Karim Aga Khan fonda il Consorzio Costa Smeralda e presenta un piano di sviluppo della Gallura. Il turismo si avvia a diventare la spina dorsale dell'economia gallurese, dimostrando che la visione di De Michele è esatta. L'anno dopo, l'Aga Khan dà vita alla compagnia aerea Alisarda che, inizialmente, opera presso l'Aeroporto di Olbia-Venafiorita. L'inadeguatezza del vecchio aeroporto, induce l'amministrazione comunale ad autorizzare la costruzione del nuovo Aeroporto Costa Smeralda. Diventerà il più importante scalo internazionale dell'isola.
Sulla scia delle iniziative dell'Aga Khan, De Michele, insieme al presidente della Regione Sardegna, Efisio Corrias, favorisce la valorizzazione di un complesso turistico di una decina di chilometri del litorale olbiese da Cala di Volpe al Golfo di Marinella, incentrato sulla realizzazione di Porto Rotondo. 
La decisione di De Michele contraria al polo chimico non è però accolta con favore da tutta la popolazione. E' accusato di voler salvaguardare gli interessi dei mitilicoltori. Inoltra allora una richiesta alla Cassa per il Mezzogiorno per il riconoscimento di Olbia come area di concentrazione industriale di interesse statale e la conseguente costituzione del Consorzio industriale a carattere intercomunale. Deve però accettare che tale area comprenda anche il litorale marino, pur essendo contrario. I finanziamenti ottenuti, peraltro, saranno utilizzati per la trasformazione del Porto di Olbia che, attualmente, è tra i primi in Italia per numero di passeggeri. 
Nel corso del suo mandato De Michele concede l'approvazione al piano di lottizzazione di Pittulongu presentato dai belgi Clercs e Heylen, con la prescrizione che fosse colmato lo stagno adiacente e la relativa depressione. Da allora Pittulongu è divenuto anch'esso un importante centro turistico.
Alle elezioni del 1964, tuttavia, la lista civica di Saverio De Michele è superata dalla Democrazia Cristiana ed è costretto a cedere la carica di sindaco.